# Jacques Le Cordier
Jacques Le Cordier (* 8. März 1904 in Paris; † 17. Februar 2003) war ein französischer Geistlicher und römisch-katholischer Bischof von Saint-Denis.

## Leben
Jacques Le Cordier empfing am 29. Juni 1928 die Priesterweihe.
Papst Pius XII. ernannte ihn am 15. Mai 1956 zum Weihbischof in Paris und Titularbischof von Priene. Der Erzbischof von Paris, Maurice Kardinal Feltin, spendete ihm am 23. Juni desselben Jahres die Bischofsweihe; Mitkonsekratoren waren Marc-Armand Lallier, Bischof von Nancy-Toul, und René Stourm, Bischof von Amiens.
Er nahm an allen vier Sitzungsperioden des Zweiten Vatikanischen Konzils als Konzilsvater teil. Papst Paul VI. ernannte ihn am 9. Oktober 1966 zum Bischof von Saint-Denis. Am 1. April 1978 nahm Paul VI. seinen vorzeitigen Rücktritt an.